# حاجی‌آباد (املش)
حاجی‌آباد ، روستایی از توابع بخش مرکزی شهرستان املش در استان گیلان ایران است.
محله‌های حاجی‌آباد عبارت اند از: بالَنگه، بالامحله(بَلَتَه دورین) و پایین محله

یکی از رسومات جالب مردم حاجی‌آباد، خوردن کباب در هر شب سه‌شنبه همراه با زیتون پروده است. 
خوراک های ویژه: 
زیتون پروده حاجی‌آبادی، و ننه شومه[شامی مامان صدیقه] غذایی است که نخستین‌بار توسط بانویی اهل حاجی آباد به نام صدیقه رجب‌زاده ساخته شده است، ترکیبات این غذا شامی است همراه با سبزی مخصوص [چوچاق(چوشاخ)] و تخم مرغ.
مکان های دیدنی:
مسجد جواد الائمه حاجی آباد، سَل یا آبگیر حاجی آباد ،زمین ورزشی شهید علی خواه یا تِن دَرَه‌لات(حاجاباد لات) یا آزَرم‌دَشت و اَینِ مَچید

## جمعیت
این رستا در دهستان املش جنوبی قرار دارد و براساس سرشماری مرکز آمار ایران در سال ۱۳۸۵، جمعیت آن ۴۵۲ نفر (۱۲۹خانوار) بوده‌است.
و علت نام گذاری آن به این نام، آباد شدن این روستا به دست فردی به نام حاج اصغر می‌باشد.